# Ефремово (Мелекшинское сельское поселение)
Ефремово — деревня в Старожиловском районе Рязанской области. Входит в Мелекшинское сельское поселение

## География
Находится в западной части Рязанской области на расстоянии приблизительно 16 км на юго-восток по прямой от районного центра поселка Старожилово.

## История
Отмечалась еще на карте 1840 года. В 1859 году здесь (тогда сельцо Пронского уезда Рязанской губернии) было учтено 10 дворов, в 1897 году — 25.

## Население
Численность населения: 97 человек (1859 год), 215 (1897), 0 в 2002 году, 14 в 2010.